# Adolf Erichson
Pour les articles homonymes, voir Erichson.
Adolf Wilhelm Erichson, russifié en Adolf Ernestovitch Erichson (Адо́льф Эрне́стович Эрихсо́н), né en 1862 à Moscou et mort en 1940, est un architecte suédois de Russie surtout connu pour ses constructions inspirées de l'Art nouveau (dit Modern Style en russe).

## Biographie
Adolf Erichson est le fils d'un marchand suédois établi à Moscou. Il termine en 1883 l'École de peinture, de sculpture et d'architecture de Moscou, puis il est envoyé avec une bourse à l'étranger afin d'étudier l'architecture, surtout celle des pays du Nord, en particulier le Danemark. De 1891 à 1896, il est nommé architecte de la maison des finances du gouvernement de Moscou. Il est admis en 1894 à la Société des architectes de Moscou. Il est choisi avec les meilleurs architectes moscovites pour participer aux projets architecturaux ayant pour but de décorer la ville de Moscou pour le couronnement de Nicolas II en 1896. Il participe aux décors du boulevard de la Vierge-Très-Pure (Пречистенка, aujourd'hui boulevard Gogol), du boulevard de Tver et du boulevard Nikitsky, ainsi que de la place autour de la cathédrale du Christ-Sauveur.
Il a pour clients de riches négociants ou industriels moscovites, comme Piotr Chtchoukine ou Ivan Sytine et prend comme assistant Ivan German. Il commence sa carrière avec le style éclectique, puis explore le vocabulaire national en particulier celui de l'architecture du XVIIe siècle à Iaroslavl. En parallèle avec le style néorusse, il s'intéresse aussi au néogothique. Le premier édifice qu'il construit en style Art nouveau est celui de l'immeuble de la Maison du Commerce commandé par Junker au Pont des Forgerons. Il est alors à l'apogée de sa carrière. Vers les années 1910, il s'intéresse au style néoclassique dans le goût du style Empire russe.
Son bureau d'architecture se trouvait à l'angle de la rue Povarskaïa et de la voie Saints-Boris-et-Gleb, puis il s'installe au numéro 38 de la chaussée de Saint-Pétersbourɡ. Il émigre après la révolution d'Octobre pour s'installer en Suisse, puis en France, où il connaît la pauvreté et la solitude.

## Illustrations

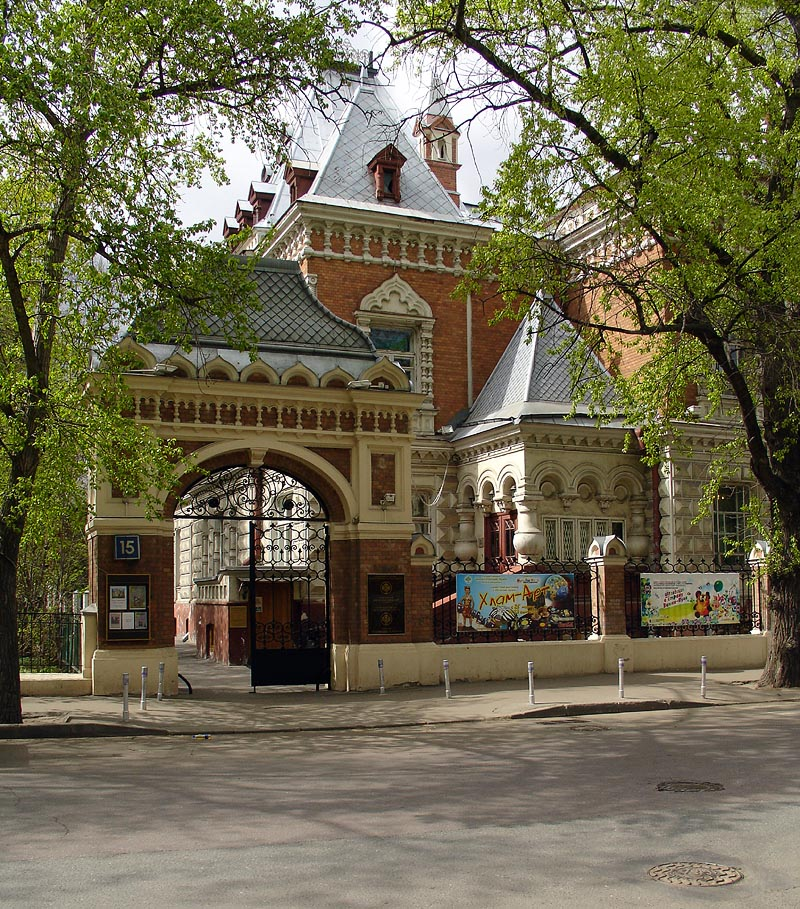
Musée Chtchoukine, aujourd'hui musée Timiriazev à Moscou.
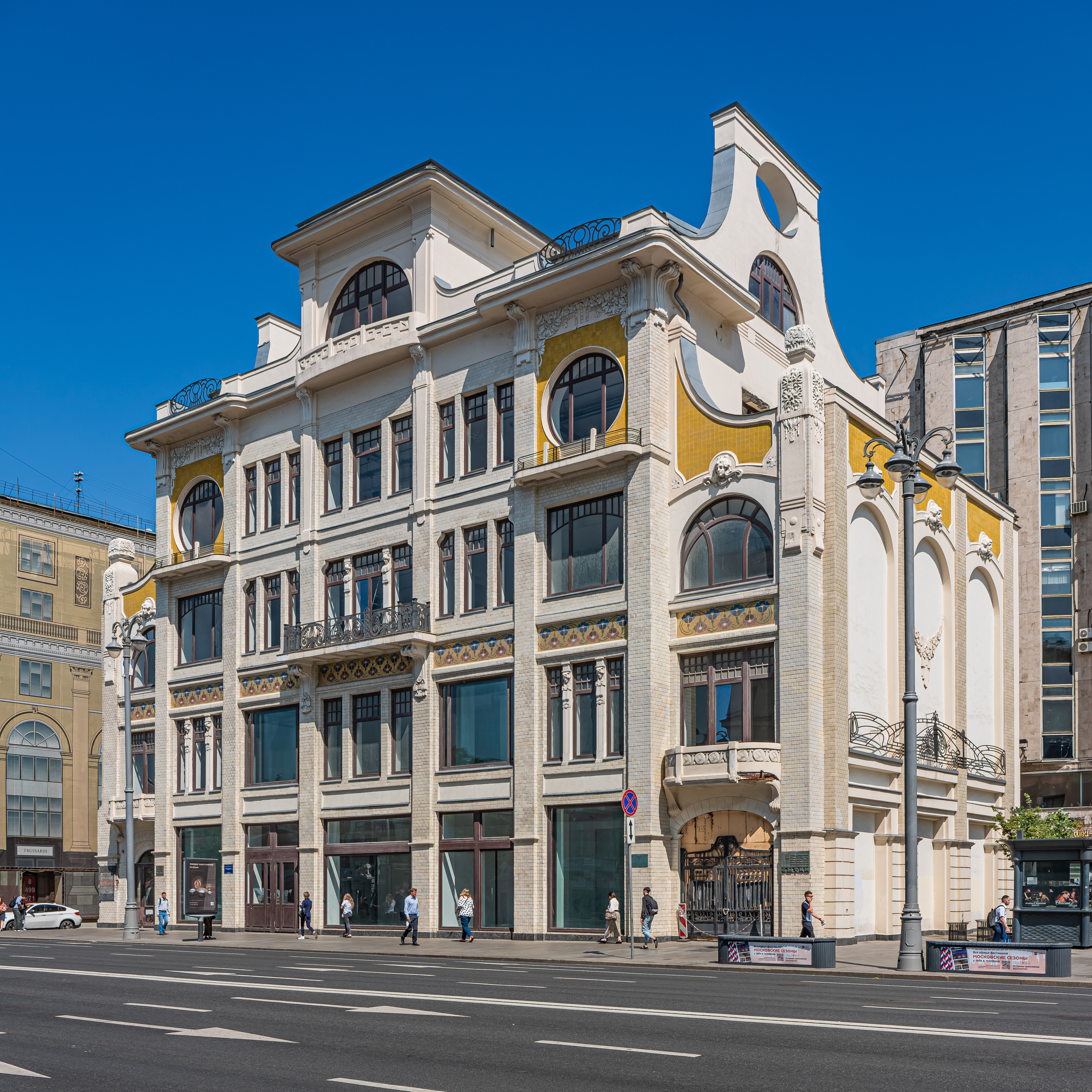
Numéro 18 rue Tverskaïa, ancienne maison d'édition Rousskoïe slovo (Le Mot russe), d'Ivan Sytine.
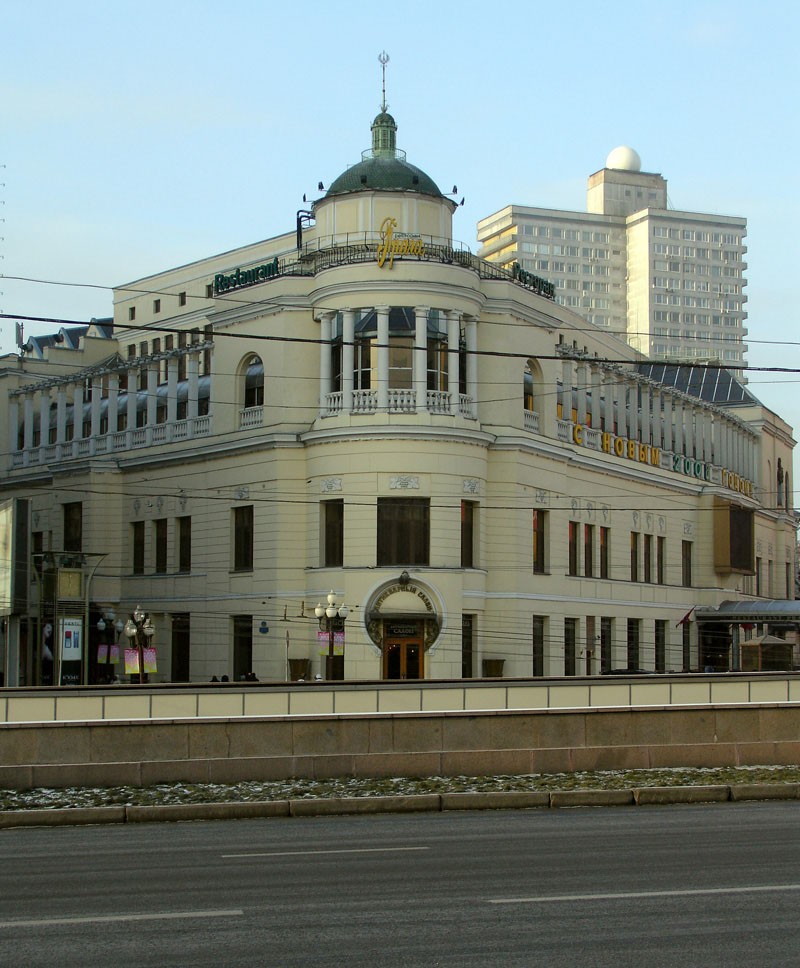
Restaurant Prague, au 2 rue Arbat.
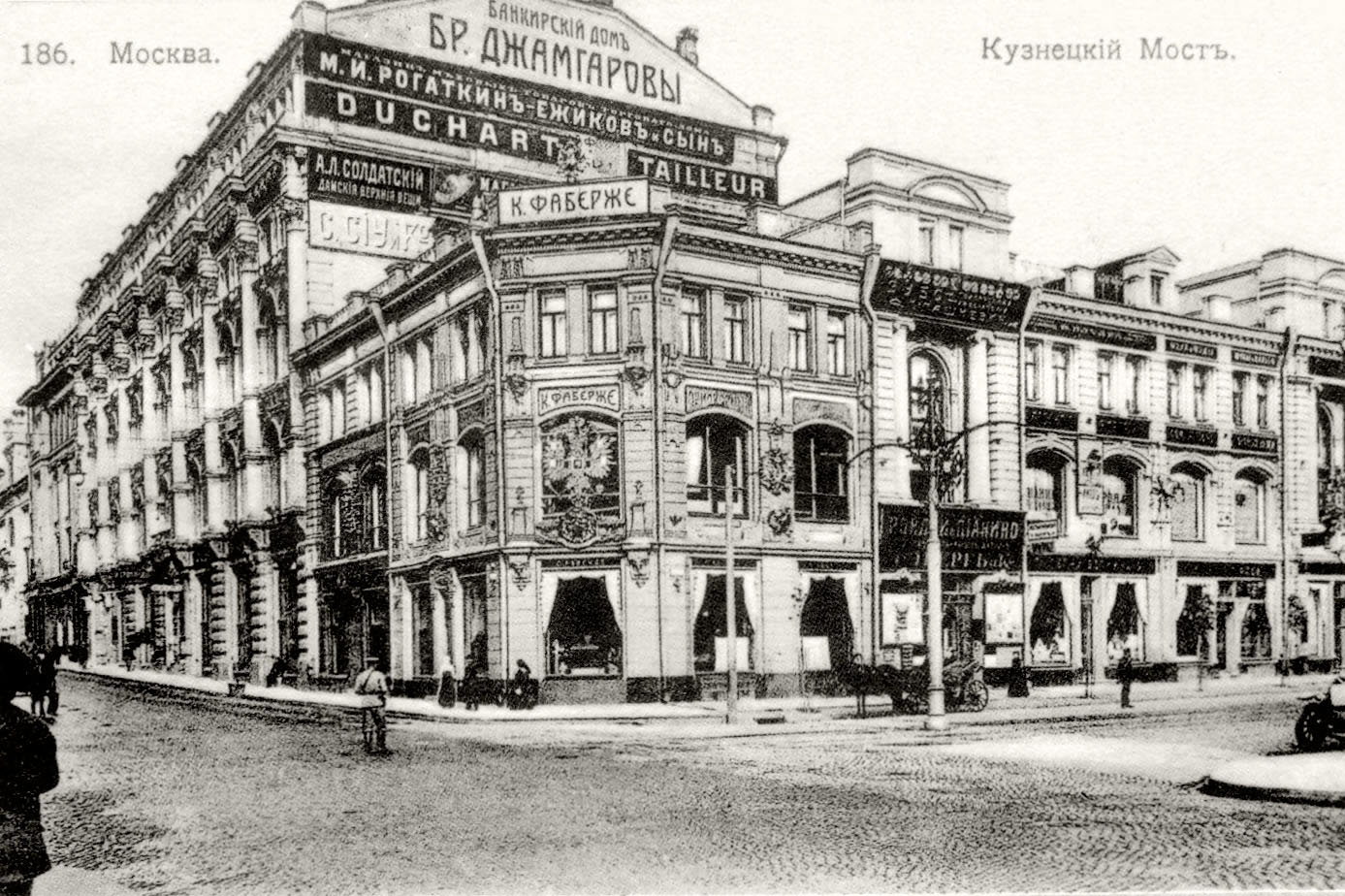
Partie de la Maison du Commerce avec au début le magasin du joaillier Fabergé (vers 1910, Pont des Forgerons).